# Мерино, Хосе Торибио (адмирал)
Сантьяго Хосе Торибио Мерино Кастро (исп. Santiago José Toribio Merino Castro; 14 декабря 1915, Ла-Серена — 30 августа 1996, Винья-дель-Мар) — чилийский адмирал, командующий ВМФ. Участник военного переворота 11 сентября 1973 года. Член правительственной хунты генерала Пиночета, председатель хунты в 1981—1990. Куратор экономической политики хунты. Географ и геополитик.

## Военный моряк

### Учёба и начало службы
Хосе Торибио Мерино Кастро — потомственный военный моряк. Родился в семье вице-адмирала Хосе Торибио Мерино Сааведры. С детства путешествовал по Европе, поскольку его отец возглавлял чилийскую военную делегацию в Лиге Наций. Жил в Женеве, Париже, учился в лондонской школе, затем снова во Франции.
В 1930 вернулся в Чили. В 1931 поступил в Военно-морскую академию. Окончил курс в 1936 в звании мичмана. Участвовал в двухмесячной экспедиции танкера «Майпо» по маршруту Вальпараисо — остров Пасхи — Сан-Диего — Лос-Анджелес — Вальпараисо. Проходил стажировку на корвете «Хенераль Бакедано» и линкоре «Альмиранте Латорре». Два года служил на военно-морской базе в Талькауано.
В конце 1941 Мерино занимался коммуникационными исследованиями на Огненной Земле. Вернулся в Вальпараисо после кончины отца. Служил морским артиллеристом на крейсере «Бланко Энкалада II». В марте 1943 получил офицерскую должность на «Альмиранте Латорре».

### Доброволец Второй мировой
Хосе Торибио Мерино участвовал во Второй мировой войне на стороне антигитлеровской коалиции. В 1944—1945 служил добровольцем в ВМС США на Тихоокеанском театре военных действий. В качестве морского артиллериста участвовал в морских боях с японцами и в наземных операциях.

### Флотский командир
В сентябре 1945 Мерино вернулся в Чили. В 1950 в звании капитан-лейтенанта вновь назначен на линкор Almirante Latorre. На следующий год переведён на крейсер O’Higgins (II). В 1952—1954 — командир корвета Papudo. В 1954 преподавал логистику и геополитику в Военно-морской академии. В 1955—1958 — заместитель чилийского военно-морского атташе в Великобритании.
С 1958 служил в генеральном штабе ВМФ Чили. В 1959—1960 командовал военно-транспортным кораблём Angamos. В 1960 инспектировал систему военно-морского образования. Написал ряд работ по военно-морскому делу и по геополитике.
В 1962 командовал эскадренным миноносцем Almirante Williams. В 1963 — начальник штаба главнокомандующего флотом, в 1964 — заместитель начальника генерального штаба ВМФ.

### Конфликт с Аргентиной
На высоких военно-морских постах Мерино уделял особое внимание чилийско-аргентинскому конфликту в проливе Бигл. Придерживался жёсткой позиции, выступал за превентивный удар по аргентинскому флоту. Эта позиция не встретила понимания президента Фрея. В 1966 Мерино председательствовал в чилийской юридической группе, готовившей дело о суверенитете над Биглом в международном суде.

## Противник правительства «Народного единства»

### Тайное «Морское братство»
В августе 1968 года Мерино был одним из основателей «Морского братства Тихоокеанского юга». Формально целью организации являлось развитие водных видов спорта и защита морской экологии, фактически же «Братство» являлось тайным обществом праворадикальных националистов, своеобразным узкоэлитарным вариантом подпольной организации «Патриа и либертад». Группа военных, бизнесменов, политиков и учёных объединила идеологов корпоративизма и гремиализма, единомышленников Хайме Гусмана и приверженцев геополитических изысканий Аугусто Пиночета.
В 1970—1973 годах «Морское братство», одним из руководителей которого являлся Хосе Торибио Мерино, сыграло заметную роль в противостоянии правых сил Чили левому правительству Сальвадора Альенде и коалиции «Народное единство». Организация имела отношение к терактам, военным заговорам, поддерживала связи с ЦРУ и Управлением военно-морской разведки США.

### Преддверие мятежа
В марте 1972 года Хосе Торибио Мерино был назначен командующим военно-морского зоной Вальпараисо. После того, как объединённая оппозиция Альенде добилась принятия Конгрессом так называемого «Закона о контроле над оружием», он принимал активное участие в разоружении бойцов МИР и других левых организаций. Руководил разведывательным подразделением, систематизировавшим информацию о леворадикальных группировках.
В чилийском флоте сложилась наиболее сильная военная оппозиция правительству Сальвадора Альенде, которую целенаправленно консолидировал адмирал Мерино, жёстко подавляя и изолируя лояльных правительству моряков. В августе 1973 года Мерино требовал ареста сенатора-социалиста Карлоса Альтамирано и лидера партии МАПУ Оскара Гарретона за «подстрекательство к мятежу» после инцидента с захватом радиостанции ВМС в Вальпараисо группой экстремистов во главе с Хуаном Карденасом (впоследствии выяснится, что это была провокация, организованная самим командованием ВМС). Также Мерино содействовал убийству военно-морского адъютанта президента капитана первого ранга Артуро Арайя, который контролировал всю информацию о положении дел в военно-морском флоте и препятствовал заговорщикам в их планах.
9 сентября 1973 года адмирал Мерино встретился с генералами Пиночетом и Ли. Был окончательно откорректирован план свержения президента Альенде.

## Соратник Пиночета

### Идеолог военной диктатуры
11 сентября 1973 года флотский мятеж в Вальпараисо под командованием адмирала Мерино дал старт военному перевороту. Мерино отстранил от должности лояльного Альенде адмирала Рауля Монтеро и принял на себя главнокомандование ВМФ. Именно он являлся основным автором декларации военной хунты. В документе говорилось, что вооружённые силы не могут оставаться безучастными в условиях надвигающейся национальной катастрофы и намерены восстановить в стране законность, защитить чилийцев от террора левых экстремистов.
Из всех членов военной хунты первого состава адмирал Мерино был наиболее близок по взглядам к генералу Пиночету. Генерал Ли склонялся к неофашизму, генерал Мендоса мало интересовался концептуальными вопросами. Мерино же в полной мере разделял основные принципы Пиночета (хотя, подобно Ли, бывал недоволен единоличным стилем пиночетовского правления): авторитарный консерватизм во внутренней политике, региональное доминирование Чили на Южном конусе, неолиберализм в экономике. Закономерно, что только Мерино оставался в составе хунты весь период военного правления, с 1973 по 1990 (Ли ушёл в отставку в 1978, Мендоса в 1985; Пиночет в 1974 занял пост президента и с 1981 формально не являлся членом хунты).
В 1981—1990 Мерино формально председательствовал в хунте — законодательном органе при президенте Пиночете.

### Неолиберальный реформатор
Хосе Торибио Мерино курировал экономическую политику чилийской хунты. Он инициировал первый пакет реформаторских законов — о либерализации цен и процентных ставок, о едином валютном пространстве, о реприватизации национализированных предприятий, о привлечении иностранных инвестиций. Впоследствии по его инициативе был либерализирован порядок жилищного кредитования, проведён закон о пенсионной реформе. Экономическая доктрина Мерино в основных параметрах реализуется в Чили до сих пор.
В 1980 военный режим ввёл в действие новую конституцию Чили. 11 марта 1981 Мерино возглавил военное правительство, одновременно заняв председательский пост в законодательном комитете.
В начале 1980-х мировой экономический кризис болезненно затронул чилийскую экономику. В порядке антикризисных мероприятий Мерино модернизировал финансовую систему, ввёл правительственные гарантии банковских вкладов и сбережений, снизил таможенные тарифы на импорт. Он также провёл новое законодательство о торговом флоте и о рыболовстве. Совершая определённые манёвры, Пиночет и Мерино твёрдо сохраняли основы неолиберального курса.

### Адмиральские «пресс-вторники»
В бытность председателем правительственной хунты, с 1983 Мерино ввёл регулярные (по вторникам) встречи с представителями СМИ. Еженедельные пресс-конференции активно использовались для пропаганды правительственных решений. Отмечался раскованный стиль их проведения, демонстративная откровенность ответов, граничащая с «чёрным юмором».

Я моряк, а не политик. Могу говорить то, что думаю.

Хосе Торибио Мерино

## Отставка, кончина, траур
Хосе Торибио Мерино оставил военную службу и правительственные посты 8 марта 1990 (11 марта 1990 генерала Пиночета сменил на президентском посту демократически избранный президент Патрисио Эйлвин). На пенсии Мерино занялся мемуарами, живописью, фотографией, разведением морских птиц.
21 мая 1996 — в День Военно-морского флота Чили — появилась информация о кончине адмирала Мерино. Были даже анонсированы похороны, однако сведения о смерти адмирала оказались ложными. Мерино скончался в военно-морском госпитале три месяца спустя.
В связи со смертью Хосе Торибио Мерино в Чили был объявлен трёхдневный траур. Похороны на военно-морском кладбище в Вальпараисо прошли с отдачей государственных почестей, согласно официальному протоколу. Немало чилийцев выстроились по пути следования похоронного кортежа, дабы почтить память адмирала.
С другой стороны, установка в 2002 в Вальпараисо памятника Хосе Торибио Мерино вызвала протесты левой общественности.
Мемуары Хосе Торибио Мерино увидели свет через два года после его кончины. Экспозиция адмирала Мерино представлена в военно-морском музее Вальпараисо.

## Награды
- Большой крест ордена Изабеллы Католички (1975)[13]